# Arco de medio punto

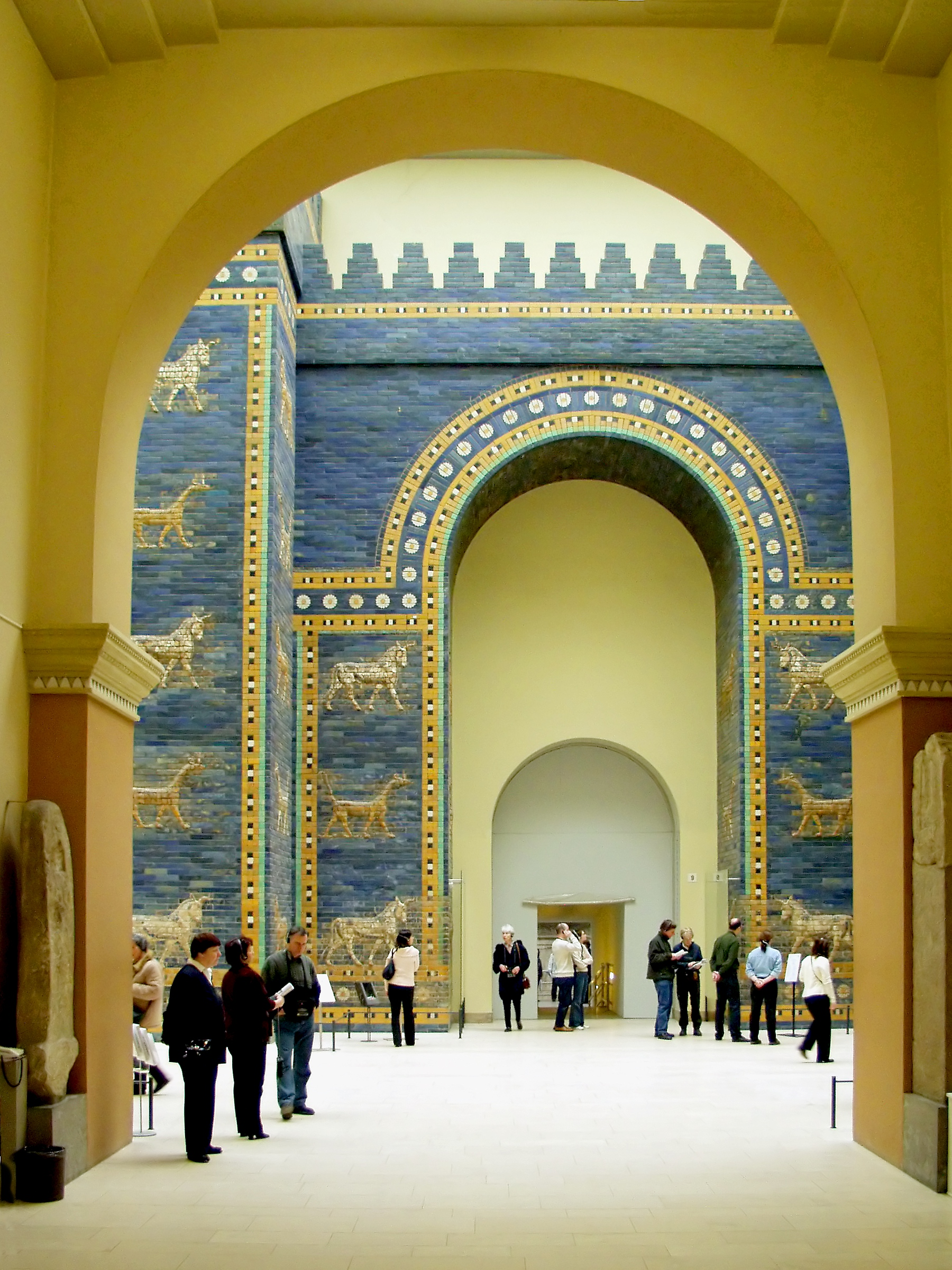
La puerta de Ishtar, originalmente estaba en las murallas de Babilonia, actualmente se conserva en el Museo de Pérgamo de Berlín.

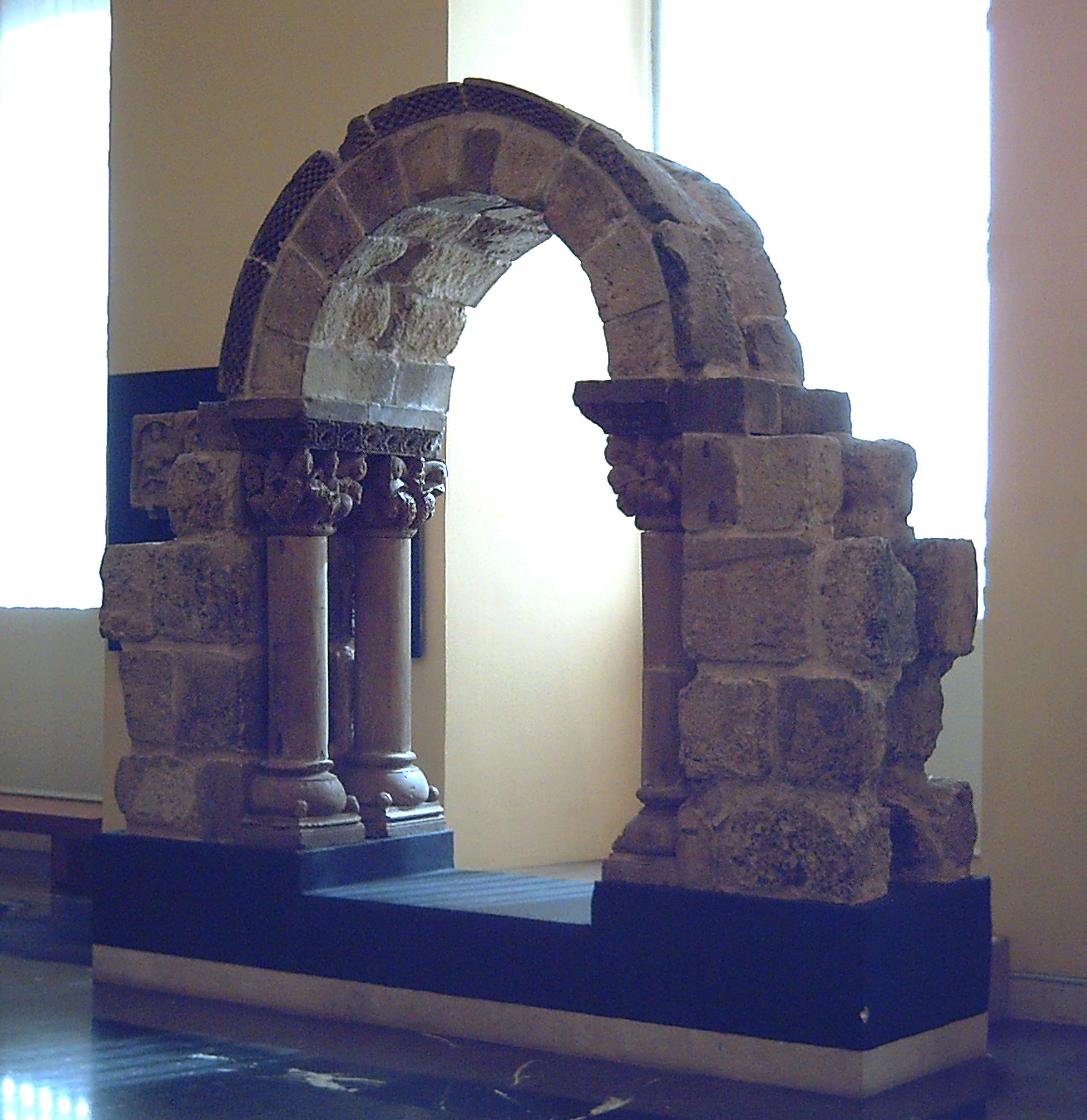
Arco románico de medio punto de la Iglesia de San Pedro de las Dueñas en el Museo Arqueológico Nacional (España).

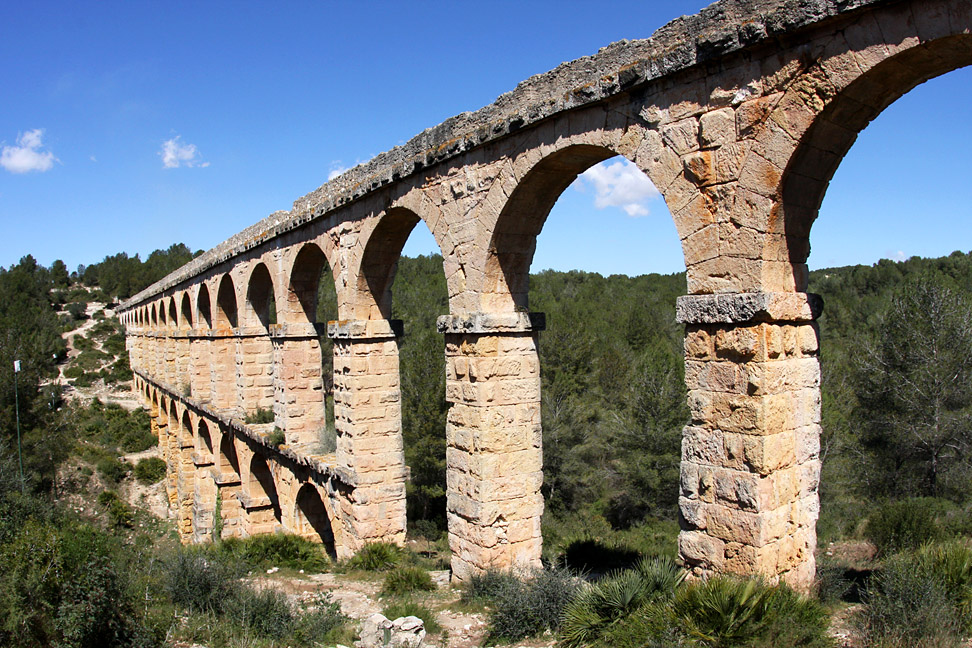
Acueducto Romano de Tarraco (siglo I a.C.), en Tarragona, España.

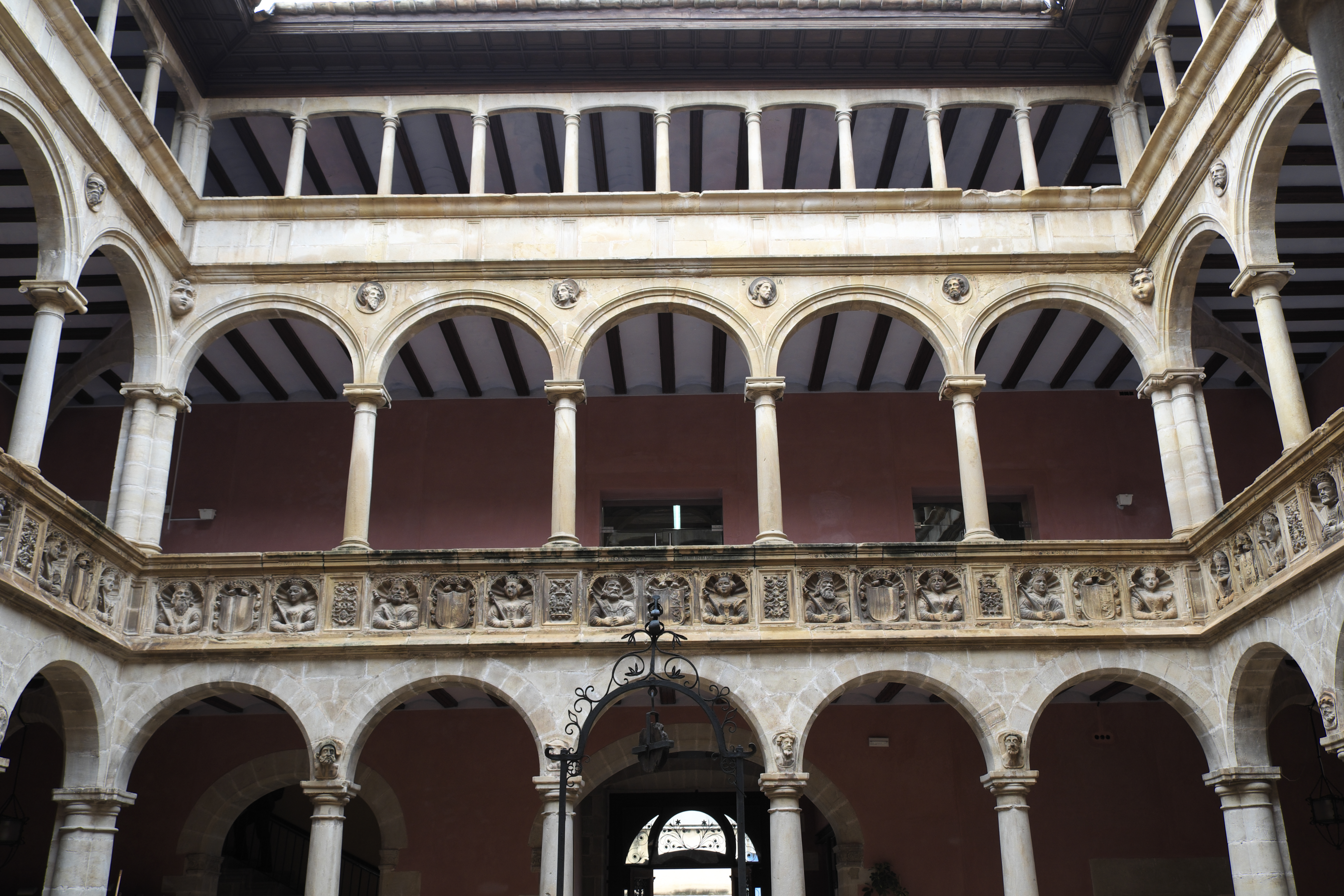
Patio de los Reales Colegios de Tortosa, cuyas obras empezaron en 1564.

En arquitectura, un arco de medio punto o arco de punto redondo es un tipo de arco que en el intradós tiene la forma de un semicírculo. Es el elemento principal de la arquitectura abovedada, formando las de cañón. Antiguamente solía estar conformado por dovelas de adobe, ladrillo o piedra (véase también: fábrica)

## Historia
El arco de medio punto ya se empleaba en Mesopotamia (arquitectura caldea) en el tercer milenio a. C. Su uso pasó a la arquitectura etrusca, y de esta a los romanos. Es característico del arte romano y de los estilos que derivaron de él, como la arquitectura románica, la arquitectura renacentista y la arquitectura barroca.
También se utilizó en puentes, como es el caso del puente de Villanueva-Rampalay, el cual cuenta con varios arcos de medio punto.

## Variantes del arco de medio punto
A partir de la forma básica de arco con un solo centro, se pueden distinguir algunas variantes del arco de medio punto:
- Arco rebajado: cuya forma es más "aplastada", bien por no ser un semicírculo (arco carpanel), bien por tener el centro geométrico por debajo de la línea de impostas (arco escarzano). Habitualmente se diferencian estos dos tipos, aunque se les puede agrupar en el mismo apartado, pues ambos se dan en el final del Gótico y el principio del Renacimiento.
- Arco peraltado: es un arco ampliado mediante la inclusión de dovelas colocadas por encima de la línea de impostas;[1] es característico del prerrománico, concretamente del arte asturiano.
- Arco parabólico: fue empleado por los hititas y recuperado por Gaudí, en el siglo XIX, aunque su diseño era ligeramente diferente.

## Partes

Partes del arco de medio punto: 1. Clave
2. Dovela 3. Trasdós o Extradós 4. Imposta
5. Intradós 6. Flecha 7. Luz, vano 8. Contrafuerte

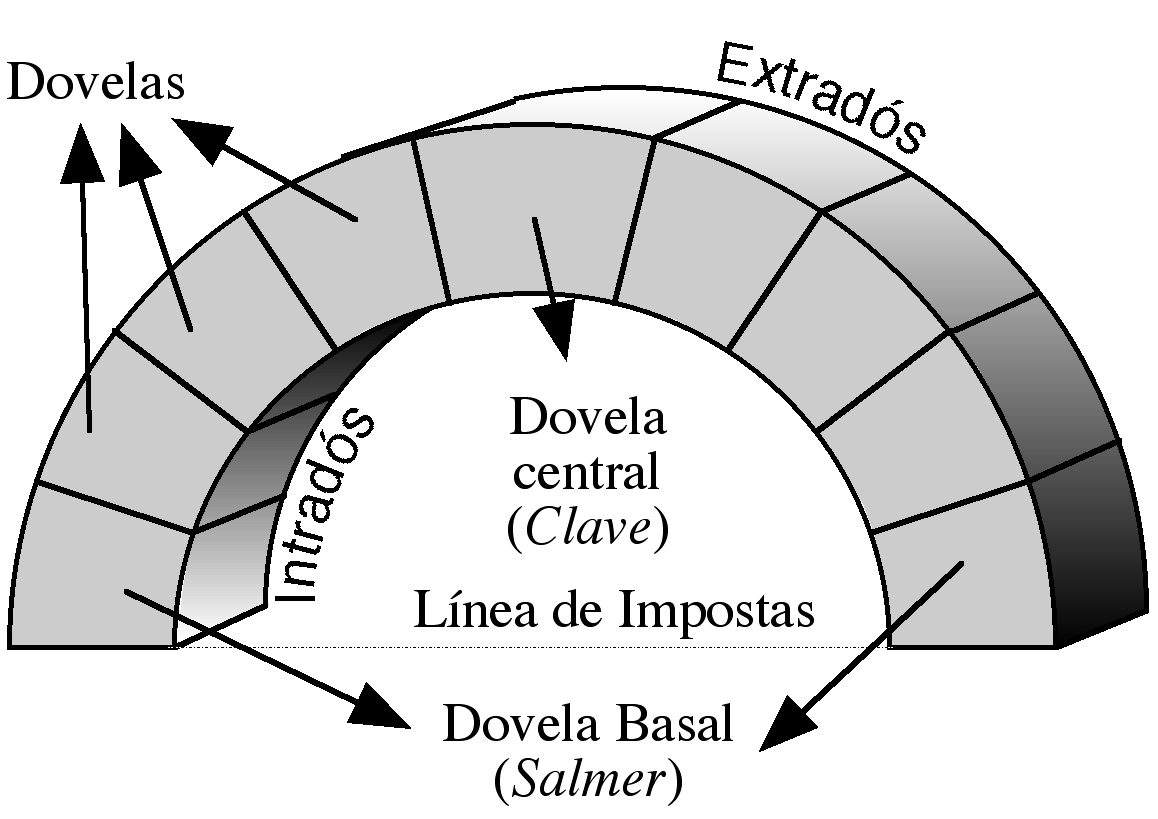
Partes del arco

- 1. Clave: dovela central del arco.
- 2. Dovela: cada una de las piedras que forman el arco.
- 3. Trasdós o Extradós: profundidad externa de la dovela.
- 4. Imposta: piedra desde la que arranca el arco.
- 5. Intradós: profundidad interna de la dovela.
- 6. Flecha: altura interior del arco de medio punto medida desde la línea de imposta hasta la base de la clave.
- 7. Luz, vano: abertura en el muro que cierra un arco.
- 8. Contrafuerte: muro que protege el arco.

## Galería

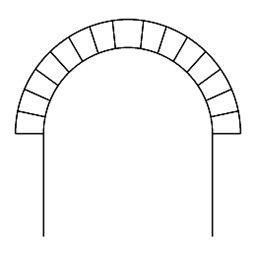
Arco de medio punto.
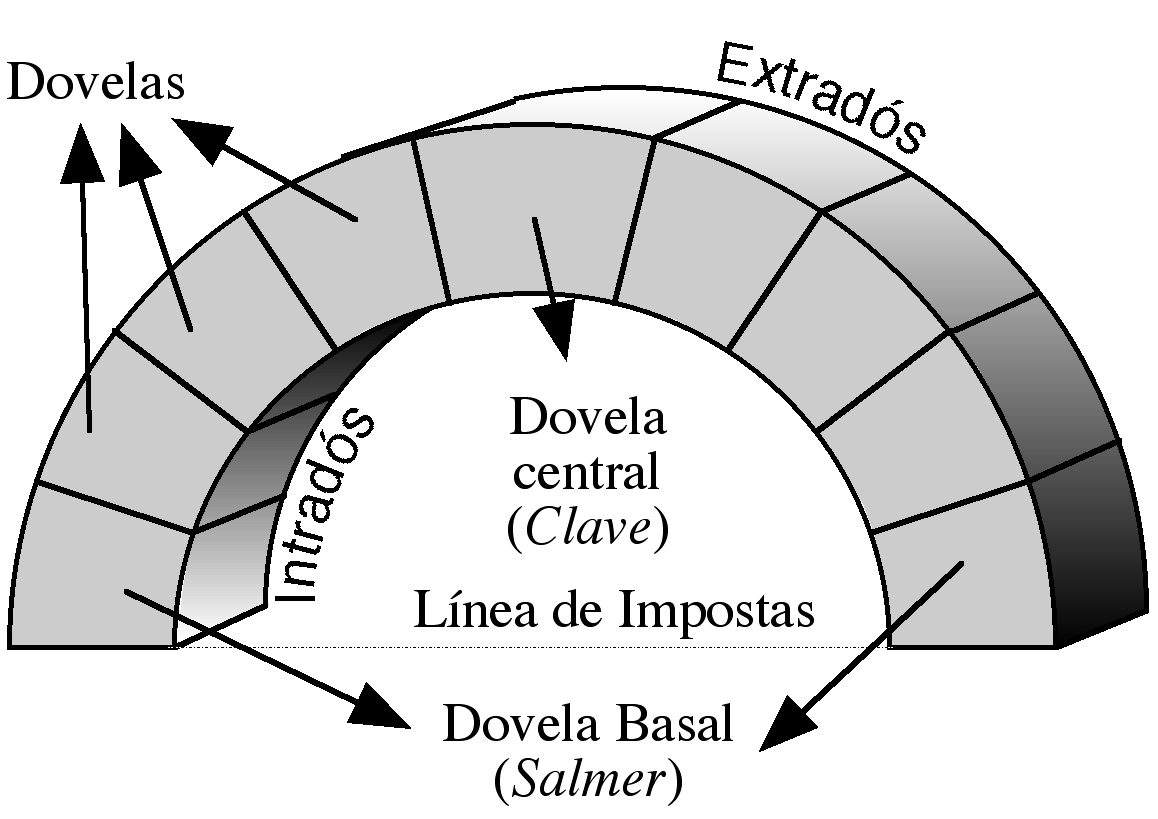
Elementos principales de un arco de medio punto.
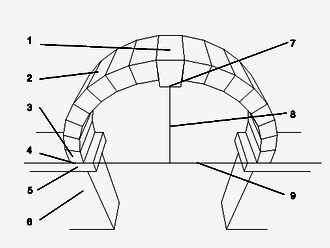
Otra versión de los elementos de un arco.
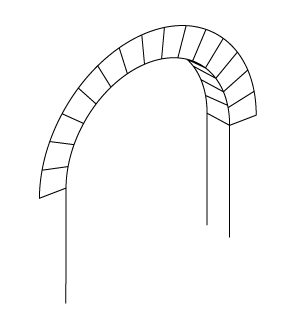
Rosca o despiece del arco.
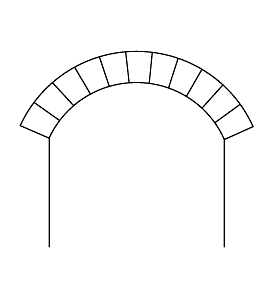
Arco rebajado (escarzano).
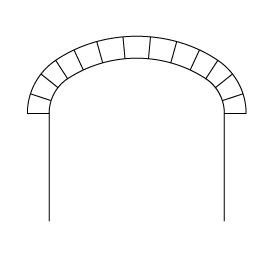
Arco rebajado (carpanel).
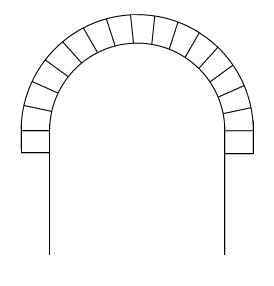
Arco peraltado.

## Comportamiento mecánico
Desde el punto de vista de la resistencia de materiales, la geometría y características de un arco de medio punto hace que todos sus puntos trabajen en compresión. Cada dovela tiene un estado similar al de una cuña comprimida en sus caras laterales.